# Centro Nacional de la Fotografía
El Centro nacional de la fotografía es una asociación francesa gestionada por el ministerio de la Cultura y dedicada en la fotografía y al arte contemporáneo.
En 2004 se fusionó con el Patrimonio fotográfico para crear la Asociación del  Jeu de Paume.
El Centro nacional de la fotografía fue creado en 1982 por la iniciativa de Jack Lang, entonces Ministra de la Cultura y de la Comunicación. Su primer director fue Robert Delpire y el consejo de administración estaba compuesto por personalidades de la fotografía como Raymond Depardon.
El año de la fundación, Delpire creó la colección "Photo Poche", sobre todo especializada en la historia de la fotografía a través de sus grandes maestros. La colección fue comprada por Ediciones Nathan al marchar Delpire al Centro nacional de la fotografía en 1996.
Delpire fue sustituido por Régis Durand hasta 2004, cuando el CNP se fusionó con el Patrimonio fotográfico para dar nacimiento a la asociación del Jeu de Paume, subvencionada por el ministerio de Cultura y presidida por Alain-Dominique Perrin.
Sus archivos están conservados y son consultables en el Archivo nacional.